# STS-30
STS-30 (englisch Space Transportation System) ist eine Missionsbezeichnung für das US-amerikanische Space Shuttle Atlantis (OV-104) der NASA. Der Start erfolgte am 4. Mai 1989. Es war die 29. Space-Shuttle-Mission und der 4. Flug der Raumfähre Atlantis. Hauptziel der Mission war es, die Venussonde Magellan auszusetzen.

## Mannschaft
- David Walker (2. Raumflug), Kommandant
- Ronald Grabe (2. Raumflug), Pilot
- Norman Thagard (3. Raumflug), Missionsspezialist
- Mary Cleave (2. Raumflug), Missionsspezialistin
- Mark Lee (1. Raumflug), Missionsspezialist

## Missionsüberblick

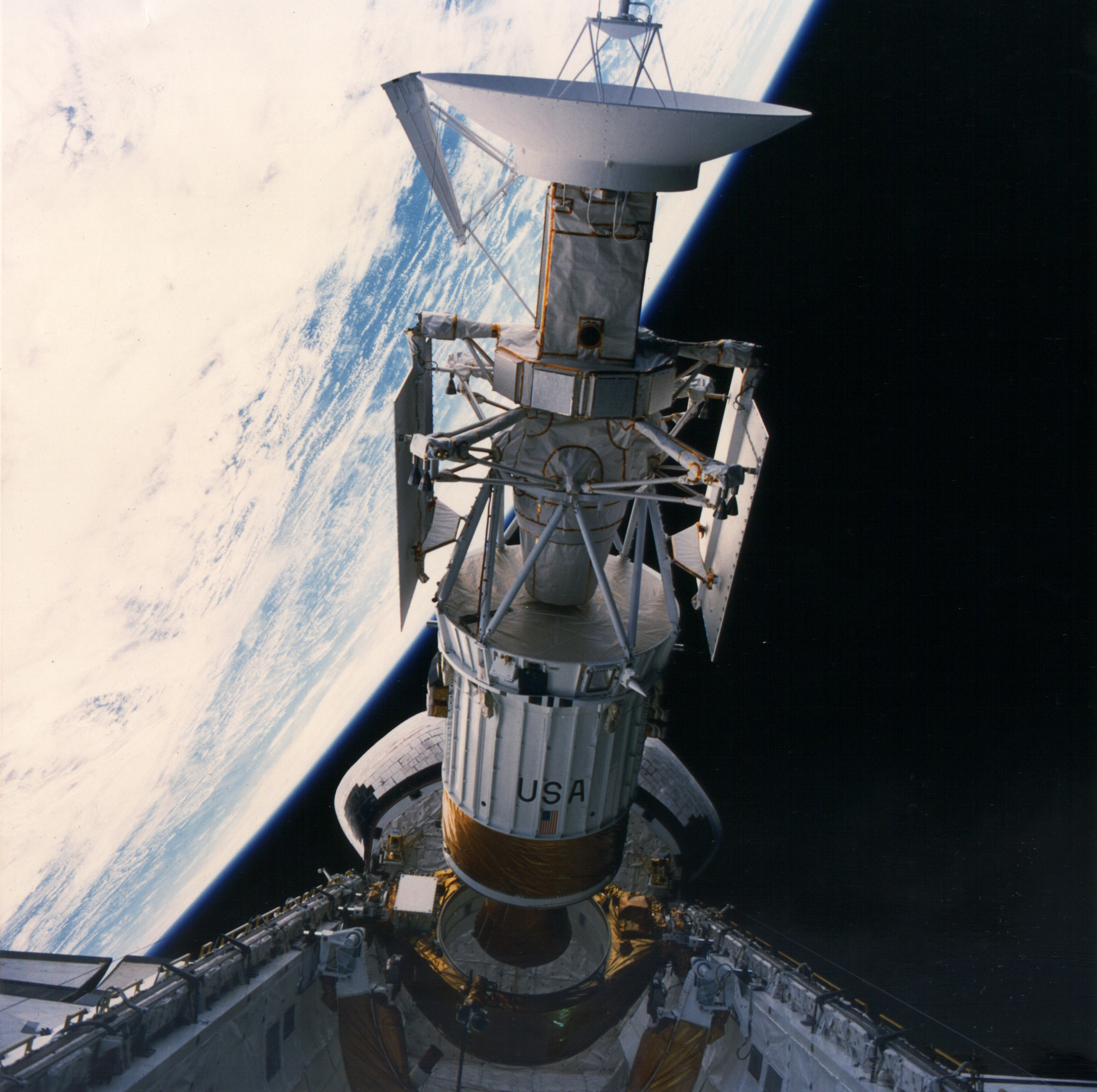
IUS Oberstufe mit der Raumsonde Magellan wird vom Space Shuttle ausgesetzt

Ein erster Startversuch am 28. April wurde bei T-31 Sekunden gestoppt, weil Probleme mit dem Flüssigwasserstoffkreislauf zwischen externem Tank und Shuttle auftraten. Am eigentlichen Starttag verzögerte starker Wind am Notlandeplatz in Cape Canaveral den Countdown um eine knappe Stunde.
Die Venussonde Magellan mit einer IUS Oberstufe wurde kurz nach dem Shuttlestart planmäßig ausgesetzt. Im weiteren Verlauf der Mission musste einer der fünf Hauptcomputer im Orbit ausgetauscht werden. STS-30 war die erste Mission, bei der das Space Shuttle dazu genutzt wurde, eine interplanetare Raumsonde zu starten.
Die Landung erfolgte am 8. Mai in Edwards AFB, Kalifornien. Atlantis wurde 7 Tage später mittels eines Spezialflugzeuges nach Cape Canaveral, Florida zurücktransportiert.